# Пойманов, Анатолий Михайлович

Мемориальная доска, ул. Николаева, д. 4, Владикавказ

Анатолий Михайлович Пойманов (1937 год, Энгельс, АССР немцев Поволжья — 1994 год, Владикавказ, Северная Осетия) — северо-осетинский государственный деятель, российский учёный, профессор, генеральный директор НПО «Полимер» (1977—1993), Владикавказ, Северная Осетия. Лауреат Государственной премии СССР в области техники (1980). Депутат Верховного Совета Северо-Осетинской АССР.

## Биография
После окончания средней школы в 1955 году поступил в Московский авиационный технологический институт, который окончил в 1961 году по специальности «технология переработки полимерных материалов». Затем с 1961 по 1964 года учил в аспирантуре этого ж института. С 1963 года — младший, старший научный сотрудник НИИ точной технологии Министерства электронной промышленности СССР. В 1965 году защитил диссертацию на соискание научной степени кандидата технических наук.
С января 1973 года — директор НИИ электронных материалов (сегодня АО «НИИЭМ»), с 1977 по 1993 года — генеральный директор НПО «Полимер», в которой входили заводы «Полимаш», «Крон», «Кетон», «Терек», Владимирский завод пленочных материалов.
При его содействии были основаны производственно-учебный комплекс и кафедра органической химии СОГУ. В 1988 году присвоено учёное звание профессора кафедры органической и физической химии СОГУ.
В 1980 году удостоен Государственной премии СССР в области техники за «разработку электромагнитных расходомеров крови, освоение их серийного производства и внедрение в широкую медицинскую практику».
Избирался депутатом Верховного Совета Северо-Осетинской АССР трёх созывов (1985—1993).
Соавтор нескольких монументальных памятников в Северной Осетии, в частности объект «Фатима, держащая Солнце».
Похоронен в Москве, на Троекуровском кладбище, участок 3.
Личная жизнь
Был женат на Поймановой Людмиле Васильевне, есть дочь — Пойманова Ирина Анатольевна и внучка. Проживают в г. Москве.
Память
6 октября 2017 года на здании НИИ полимерных материалов на улице Николаева, 4 во Владикавказе была установлена мемориальная доска. Автор: скульптор Таймураз Зангиев.
Награды
- Орден «Знак Почёта» (1976)
- Орден Трудового Красного Знамени (1986)